# Srednja Dobrinja
Pour les articles homonymes, voir Dobrinja.
Srednja Dobrinja (en serbe cyrillique : Средња Добриња) est un village de Serbie situé dans la municipalité de Požega, district de Zlatibor. Au recensement de 2011, il comptait 408 habitants.

## Démographie

### Évolution historique de la population
| 1948 | 1953 | 1961 | 1971 | 1981 | 1991 | 2002 | 2011 |
| ---- | ---- | ---- | ---- | ---- | ---- | ---- | ---- |
| 841  | 840  | 770  | 712  | 679  | 578  | 481  | 408  |

|  |